# Tania Scacchetti
Tania Scacchetti (Modena, 16 febbraio 1973) è una sindacalista italiana, segretaria generale del Sindacato Pensionati Italiani dal 14 marzo 2024.

## Biografia
Nata a Modena da una famiglia operaia, si diploma al Liceo Classico Muratori. Si iscrive a Sociologia all’Università di Trento e intanto comincia a lavorare nel settore della ristorazione dove diventa 
rappresentante dei lavoratori.

## Attività politica e sindacale
Nel 2000 entra in Filcams Cgil, categoria della quale diventa segretaria provinciale di Modena nel 2005. Successivamente entra nella segreteria della Camera del lavoro venendo eletta nel 2012 segretaria generale della Cgil di Modena.
Il 29 novembre 2016 l’assemblea generale della Cgil la elegge all’interno della segreteria nazionale, dove viene confermata nel 2019 al XVIII Congresso nazionale di Bari.
Il 14 marzo 2024 viene eletta segretaria generale del Sindacato pensionati italiani, risultando la più giovane di sempre.